# Pogrobowcom
Pogrobowcom – zbiór pieśni patriotycznych Antoniego Langego pisanych w młodości pod pseudonimem Antoni Wrzesień i Napierski. Tomik wykazuje silną przynależność do światopoglądu epoki pozytywizmu; charakteryzuje go gorzki, moralizatorski ton, wrażliwość na krzywdę społeczną, bunt przeciwko wyzyskowi i nierówności etc. Jednocześnie zdradza jednak pewne tendencje młodopolskie, np. pesymizm, poczucie bezsilności, spleen.
Tytuł zbioru stanowi metaforę autora - pogrobowcy to całe pokolenie, które wzrosło w atmosferze utraconej ojczyzny i żalu po zniszczonych ideałach.